# 3-й Балтийский переулок
Тре́тий Балти́йский переу́лок (название с 24 октября 1958 года) — переулок в Северном административном округе города Москвы на территории района Аэропорт.

## История
Переулок получил своё название 24 октября 1958 года по расположению вблизи Балтийской улицы, в свою очередь получившей название по посёлку железнодорожников Белорусско-Балтийской железной дороги (ныне Рижское направление Московской железной дороги).

## Расположение
3-й Балтийский переулок проходит от Часовой улицы на северо-восток до 2-го Амбулаторного проезда, с юго-востока к нему примыкает Амбулаторный переулок. Нумерация домов начинается от Часовой улицы.

## Примечательные здания и сооружения
По чётной стороне:
- д. 4, к. 5 — общежитие Российской открытой академии транспорта.

## Транспорт

### Наземный транспорт
По 3-му Балтийскому переулку не проходят маршруты наземного общественного транспорта. У юго-западного конца переулка, на Часовой улице, расположена остановка «Университет путей сообщения» автобусов № 105, 105к, 110.

### Метро
- Станция метро «Сокол» Замоскворецкой линии — юго-западнее переулка, на Ленинградском проспекте.

### Железнодорожный транспорт
- Платформа Красный Балтиец (в границах станции Подмосковная) Рижского направления Московской железной дороги — севернее переулка, между улицей Космонавта Волкова и 2-м Амбулаторным проездом.